# Myson av Chene
Myson av Chene var en filosof i antikens Grekland och levde cirka 500 f.Kr. Han räknas av Platon och Eudoxos som en av Greklands sju vise.